# Eburia mutata
Eburia mutata är en skalbaggsart som beskrevs av Bates 1884. Eburia mutata ingår i släktet Eburia och familjen långhorningar.
Artens utbredningsområde är Panama. Inga underarter finns listade i Catalogue of Life.